# Otto von Habsburg
Otto von Habsburg, avstrijsko-nemški pisatelj, publicist in politik, * 20. november 1912, Reichenau an der Rax, Avstro-Ogrska, † 4. julij 2011, Pöcking, Nemčija.
Otto von Habsburg je bil sin avstrijskega cesarja Karla I., v letih 1916−19 je bil prestolonaslednik Avstro-Ogrske in do leta 1921 prestolonaslednik kraljevine Madžarske. 
Njegov polni plemiški naziv je bil: „Vaše cesarsko in kraljevo veličanstvo Franz Joseph Otto Robert Maria Anton Karl Max Heinrich Sixtus Xavier Felix Renatus Ludwig Gaetan Pius Ignatius, cesarski princ, nadvojvoda Avstrije, kraljevi princ Ogrske“. 
Otto von Habsburg je bil državljan Avstrije, Nemčije, Madžarske in Hrvaške. Med letoma 1922 in 2006 je bil poglavar dinastije Habsburžanov.

## Življenje

### Otroštvo in mladost
Otto je bil rojen leta 1912 v vili Wartholz v Reihenau an der Rax na Spodnjem Avstrijskem, kot prvorojeni sin poznejšega cesarja Karla I. in njegove žene Cite. Na pogrebni slovesnosti cesarja Franca Jožefa I. na Dunaju in pri kronanju njegovega očeta za kralja Madžarske v Budimpešti leta 1916 je štiriletni Otto prvič nastopil v javnosti kot bodoči prestolonaslednik.
Po razpadu dvojne monarhije Avstro-Ogrske po koncu prve svetovne vojne je do marca 1919 s starši prebival na gradu Ekartsau na Spodnjem Avstrijskem. Med letoma 1919 do 1921 so živeli v izgnanstvu v Švici. Leta 1921 so zmagovalne sile prve svetovne vojne njegovega očeta pregnale na portugalski otok Madeira, njegova žena ga je spremljala, otroke pa je tja pripeljala na začetku leta 1922. Ko je njegov oče aprila 1922 ležal na smrtni postelji, je moral devetletni Otto gledati kako njegov oče kot »cesar in kristjan« umira. Po smrti Karla I. se je družina preselila v špansko ribiško vas Lequeitio, kjer je za njihovo preživetje skrbel španski kralj Alfons XIII..
Njegova mati Cita je tudi po razpadu dvojne monarhije vzgajala sina v rimsko-katoliškem duhu, za bodočega monarha, naučiti se je moral glavne jezike narodov nekdanje Avstro-Ogrske. Otto je poleg materinščine uporabljal tudi madžarščino, hrvaščino, angleščino, španščino, francoščino in latinščino, tako govorno kot pisno. Svoje knjige je kasneje pisal in objavljal tudi v madžarščini in francoščini.

### Smrt
Otto von Habsburg je umrl 4. julija 2011 v 98. letu starosti v njegovi hiši v Pöckingu na Bavarskem.

## Odlikovanja, nagrade in častna imenovanja
- 1963: Literarna nagrada Francoske akademije (Literaturpreis der Französischen Akademie)
- 1970: Evropski „Karlspreis der Sudetendeutschen Landsmannschaft“ (Europäischer Karlspreis der Sudetendeutschen Landsmannschaft)
- 1970: Literarna nagrada Francoske Akademije (Literaturpreis der Französischen Akademie)
- 1976: Bavarski Red zaslug (Bayerische Verdinstorden)
- 1977: Robert-Schuman zlato medaljo (Robert Schuman-Goldmedaille)
- 1977: Kondrad-Adenauer nagrada (Konrad-Adenauer-Preis)
- 1982: Mednarodna benediktinska nagrada mesta Mönchengladbach (Internationaler Benediktspreis der Stadt Mönchengladbach)
- 1987: Louise-Weiss nagrada (Louise-Weiss-Preis)
- 1987: Veliki zaslužni križ Zvezne republike Nemčije (Großes Verdienstkreuz des Verdienstordens der Bundesrepublik Deutschland)
- 1990: Evropska medalija Svobodne države Bavarske (Europa-Medaille des Freistaates Bayern)
- 1990: Ehrenteller des Vereins heimattreuer Kuhländler
- 1991: Schlesierschild der Landsmannschaft Schlesien
- 1994: Posebna nagrada Coudenhove-Kalergi-Sklada (Sonderpreis-Europapreis der Coudenhove-Kalergi-Stiftung zum Coudenhove-Kalergi-Jahrhundert)
- 1997: Nagrada Svetega Miklavža za mir (Sankt-Nikolaus-Friedenspreis)
- 1997: Častni član v hrvaškem „Red zmajev“(Ehrenmitglied im kroatischen Drachen-Orden)
- 1998: Gary G. Schlarbaum nagrada (Gary G. Schlarbaum-Preis)
- 1999: Robert Schuman medalija Evropskega parlamenta (Robert Schuman-Medaille der EVP-Fraktion des Europa-Parlaments)
- 2000: Zlati častni žebelj Avstrijskega odporniškega gibanja (Goldene Ehrennadel der Österreichischen Widerstandsbewegung O5)
- 2002: Zaslužna medalija Društva „Rodoljubni Kuhländler“(Verdienstmedaille des Vereins heimattreuer Kuhländler)
- 2002: Častna nagrada „Euro Crystal Globe“ Evropskega gospodarskega instituta EWI International
- 2002: St. Liborius medalija za skupnost in mir Škofije Padeborn (St. Liborius-Medaille für Einheit und Frieden des Erzbistums Paderborn)
- 2002: Hans-Klein medalija (Hans-Klein-Medaille der Jungen Union Bayern)
- 2002: Častni član v Evropskem parlamentu (Ehrenmitglied der EVP-Fraktion im Europäischen Parlament)
- 2002: Častni senator Univerze v Mariboru[10]
- 2003: Nagrada plačevalcev davka „Taxpayers Association of Europe“ (Steuerzahlerpreis der Taxpayers Association of Europe)
- 2003: Nemško-francoska nagrada za Evropsko skupnost (Deutsch-Französischer Paneuropa-Preis für europäische Einigung)
- 2004: Velika medalija svobode Kosova (Große Freiheitsmedaille des Kosovo)
- 2004: Častni predsednik Mednarodnega Panevropa-združenja (Ehrenpräsident der Internationalen Paneuropa-Union)
- 2004: Častni predsednik IMADEC Univerze na Dunaju (Ehrenpräsident der IMADEC University in Wien)
- 2005: Evropska medalija Karla IV. (Europamedaille Karls IV. der Fördergesellschaft für Europäische Kommunikation)
- 2008: Ponovno častno občanstvo avstrijske občine Eckartsau, katero mu je bilo leta 1938 od nacističnih oblasti razveljavljeno.
- 2008: Veliko častno odličje pokrajine Južne Tirolske (Großes Ehrenzeichen des Landes Südtirol)
- 2009: Veliki križ častne legije (Großkreuz der Ehrenlegion)[11]